# Neto (cầu thủ bóng đá, sinh 1989)
Norberto Murara Neto (sinh ngày 19 tháng 7 năm 1989), thường được gọi là Neto (tiếng Bồ Đào Nha Brazil: [nɛtu]), là một cầu thủ bóng đá chuyên nghiệp người Brazil chơi ở vị trí thủ môn cho câu lạc bộ Bournemoth và Đội tuyển bóng đá quốc gia Brasil.
Neto bắt đầu sự nghiệp với đội bóng Brazil Athletico Paranaense và sau đó chơi cho đội bóng Ý Fiorentina. Anh gia nhập Juventus vào năm 2015, nơi anh giành cú đúp quốc nội trong hai mùa giải của mình với câu lạc bộ, đóng vai trò là người hỗ trợ cho Gianluigi Buffon trong giải đấu, nhưng xuất hiện trong tất cả các trận đấu của câu lạc bộ trong cả hai trận Coppa Italia. Năm 2017, anh gia nhập đội bóng Tây Ban Nha Valencia. Vào ngày 27 tháng 6 năm 2019, FC Barcelona đã công bố bản hợp đồng của Neto.
Anh lần đầu tiên được triệu tập vào đội Brazil vào năm 2010, nhưng không được ra mắt cho đến năm 2018. Anh đã giành huy chương bạc tại Thế vận hội 2012 và là một phần của đội tuyển Brazil tại Copa América 2015.